# امیر کمال
امیر کمال (انگلیسی: Amir Kamal؛ زادهٔ ۲۴ ژوئیهٔ ۱۹۹۲) بازیکن فوتبال اهل سودان است.
از باشگاه‌هایی که در آن بازی کرده‌است می‌توان به باشگاه فوتبال المریخ اشاره کرد.
وی همچنین در تیم ملی فوتبال سودان بازی کرده‌است.